# Zephyranthes breviscapa
Zephyranthes breviscapa är en amaryllisväxtart som beskrevs av Pierfelice Ravenna. Zephyranthes breviscapa ingår i släktet Zephyranthes och familjen amaryllisväxter.
Artens utbredningsområde är Bolivia. Inga underarter finns listade i Catalogue of Life.